# Plan de paz de China
El Plan de paz de China (llamado oficialmente Posición de China sobre la solución política de la crisis de Ucrania) es un documento publicado el 24 de febrero de 2023 por el Ministerio de Asuntos Exteriores de China, que refleja la opinión de las autoridades chinas sobre el fin pacífico de la guerra entre Ucrania y Rusia. A menudo denominado "plan", el documento no contenía medidas específicas y consistía en declaraciones anteriores de las autoridades chinas sobre la adhesión al derecho internacional, lo que llevó a algunos analistas a considerarlo como un gesto simbólico dirigido a los países occidentales. Aunque la palabra "guerra" no se menciona en el documento, no condena la agresión de Rusia y no prevé el fin de la guerra, sino sólo posponer la decisión por un período de tiempo indefinido, pero permite el cese de Agresión rusa a cambio de la consolidación jurídica de los territorios de Ucrania ocupados por Rusia.

## Historia
Wang Yi, jefe de la Oficina de la Comisión de Asuntos Exteriores del Comité Central del PCCh, anunció la publicación de la propuesta de China para un fin pacífico de la guerra entre Ucrania y Rusia el 18 de febrero de 2023. El anuncio fue precedido por numerosos contactos de alto nivel entre China y Rusia, en ausencia de conversaciones que involucren a Ucrania. Los analistas esperaban que el documento se hiciera público durante la reunión de la Asamblea General de la ONU el 23 de febrero, pero esto no sucedió, y la propia China se abstuvo de votar sobre la resolución ES-11/6, que exigía la retirada de las tropas rusas de Ucrania.
El documento fue publicado el 24 de febrero de 2023 y se convirtió en la primera gran iniciativa internacional de China después del Congreso del PCCh en octubre de 2022, durante el cual Xi Jinping, contrariamente a la tradición política del país, fue reelegido secretario general del Comité Central del PCCh (líder supremo). En este contexto, el "plan de paz" tenía la tarea de devolver a China a la política internacional después de la pandemia de COVID-19. Contrariamente a lo esperado, el documento no contenía propuestas específicas y consistía en una redacción vaga y declaraciones repetidas sobre la "supremacía de la Carta de la ONU", el respeto por la integridad territorial, etc.

## Plan
El documento incluye 12 acciones en el plan, que se pueden resumir en los siguientes puntos:
- El respeto a la soberanía, las garantías de independencia e integridad territorial de todos los países, la primacía del derecho internacional sin dobles raseros.
- Rechazo de la "mentalidad de Guerra Fría", respeto por los intereses de seguridad de los países individuales, rechazo del fortalecimiento y expansión de bloques militares.
- Alto el fuego.
- Inicio de conversaciones de paz.
- Resolver la crisis humanitaria.
- Protección de civiles y prisioneros de guerra según el derecho internacional humanitario.
- Garantizar la seguridad de las centrales nucleares.
- Reducir los riesgos estratégicos, previniendo el uso de armas químicas, biológicas o nucleares.
- Garantías para la exportación de cereales en el marco de la Iniciativa de cereales del Mar Negro.
- Rechazo de sanciones unilaterales.
- Garantizar la estabilidad de las cadenas de producción y suministro para proteger la economía global.
- Asistencia a la reconstrucción de Ucrania en la posguerra.

La palabra "guerra" no se menciona en el documento cuando se trata del conflicto real entre Rusia y Ucrania, ni se utiliza para condenar la agresión rusa.

## Evaluación
Los analistas señalaron que el documento estaba dirigido más a los países occidentales que a Rusia o Ucrania. La publicación del documento coincidió con la publicación de informes de inteligencia estadounidenses sobre discusiones en curso sobre posibles envíos de armas chinas a Rusia, lo que China ha negado. 
El documento publicado se convirtió en parte del posicionamiento de China como mediador en la resolución de conflictos internacionales (anteriormente, el país también actuó como mediador de una tregua entre Irán y Arabia Saudita). Además, los líderes de los países europeos pidieron directamente a China que utilice su peso diplomático para influir en las autoridades rusas. Esta política está dirigida a los países del "Sur Global", a los que China se ofrece como un punto de influencia alternativo, diferente de los países occidentales, que no apoyan los conflictos militares y defienden una posición conservadora fuerte.
Los sinólogos señalaron que el enfoque propuesto por China para una solución pacífica respondía principalmente a sus propios intereses. A China no le interesa el triunfo o la derrota de Rusia puesto que Rusia desempeña un papel importante a la hora de garantizar la seguridad energética de China y, gracias a sanciones sin precedentes, China puede comprar recursos rusos en condiciones favorables. Rusia, por otra parte, se está volviendo cada vez más dependiente de China, entrando en su órbita política y económica. A China le interesa poner fin al conflicto, lo que tendrá un impacto positivo en la economía global y reducirá las tensiones nucleares tras las repetidas amenazas de Rusia de utilizar armas nucleares, pero el país se beneficia de las continuas tensiones que desvían la atención y los recursos de los oponentes políticos de China.

## Reacciones
Las autoridades ucranianas reaccionaron a la iniciativa de China de manera moderada y diplomática, saludando el hecho mismo de las propuestas, pero señalando la ausencia en el documento de condiciones críticas para Ucrania, por ejemplo, la retirada de las tropas rusas. Estados Unidos, la Unión Europea y la OTAN se han mostrado escépticos sobre el "plan", cuestionando la capacidad de China para actuar como mediador imparcial siempre y cuando el país no condene la agresión rusa y siga culpando a la UE y la OTAN por el conflicto.
En abril de 2024, el ministro de Asuntos Exteriores ruso Sergei Lavrov afirmó que el plan de paz chino había sido hasta el momento la propuesta más razonable para una solución pacífica del conflicto. Lavrov elogió la propuesta de paz china, que no incluía una retirada total de Rusia de todo el territorio ocupado. Ucrania y las naciones aliadas querían una retirada total. Reuters interpretó el comentario de Lavrov como una implicación de que Rusia estaría dispuesta a negociar una solución que acepte la ocupación rusa de territorios en el este de Ucrania, calificada por las autoridades rusas como "nuevas realidades sobre el terreno". Suiza propuso una reunión en relación con la invasión rusa que Lavrov calificó de poco realista para Rusia porque no sería invitada a la reunión.